# Menonvillea pinnatifida
Menonvillea pinnatifida là một loài thực vật có hoa trong họ Cải. Loài này được Barnéoud mô tả khoa học đầu tiên năm 1844.